# Nulla dies sine linea
Nulla dies sine linea — латинский афоризм, который может быть дословно переведён как «ни одного дня без линии»; традиционно переводится на русский язык как «ни дня без строчки». Первым источником, где встречается выражение, является книга древнеримского историка Плиния Старшего, который приписывает выражение греческому художнику Апеллесу. Апеллес, со слов Плиния, старался практиковать графическое искусство, не пропуская ни дня.